# テレイザ・ハインツ
テレイザ・ハインツ（Teresa Heinz、1938年10月5日 - ）は、アメリカ合衆国の実業家・慈善家。ジョン・ハインツ上院議員の妻であり、その死後に、後に国務長官となるジョン・ケリー上院議員と再婚した。現在はテレイザ・ハインツ・ケリー(Teresa Heinz Kerry)とも呼ばれる。ハインツ財団とハインツ・ファミリー・フィランソロピーズの会長を務めている。

## 若年期
1938年10月5日にポルトガル領モザンビークのロウレンソ・マルケス（現 モザンビーク・マプト）で生まれた。出生時の名前はマリア・テレサ・ティーエルスタイン・シモエス＝フェレイラ(Maria Teresa Thierstein Simões-Ferreira)である。
父ジョゼ・シモエス＝フェレイラ(José Simões-Ferreira)は、ポルトガル生まれの腫瘍学者で熱帯病の専門家である。母イレーネ・ティーエルスタイン(Irene Thierstein)の父はマルタに住んでいたスイス系ドイツ人であり、母はフランスとイタリアのハーフでクリミア戦争中にロシアと貿易をしていたアレクサンドリアの船主の娘で、どちらもポルトガル領東アフリカに移住した。イレーネ自身はイギリスとポルトガルの国籍を持っていた。
モザンビークではイギリスの修道院が運営する学校に通っていた。南アフリカ・ヨハネスブルグのヴィトヴァーテルスラント大学に入学してロマンス語と文学を専攻し、1960年に卒業した。南アフリカではアパルトヘイト反対運動に参加した。その後、ジュネーヴ大学翻訳通訳学校に入学し、1963年に卒業した。ジュネーヴ大学では、後に国連事務総長となるコフィー・アナンと同級生だった。
大学卒業後、国連本部で通訳の仕事をするために渡米した。

## 私生活
1966年2月5日、ペンシルベニア州ピッツバーグのハインツ記念教会で、ジョン・ハインツと結婚した。ジョン・ハインツは食品メーカー・ハインツの3代目社長ジャック・ハインツの一人息子で、後に上院議員となった。2人はテレイザのジュネーヴ大学在学中に知り合った。テレイザは1971年にアメリカに帰化した。2人の間には以下の3人の息子がいた。
- ヘンリー・ジョン・ハインツ4世（1966年11月4日 - ）
- アンドレ・ティールスタイン・ハインツ（英語版）（1969年12月9日 - ）
- クリストファー・ドレイク・ハインツ（英語版）（1973年3月20日 - ）

ジョン・ハインツは1991年4月4日に飛行機事故で亡くなった。

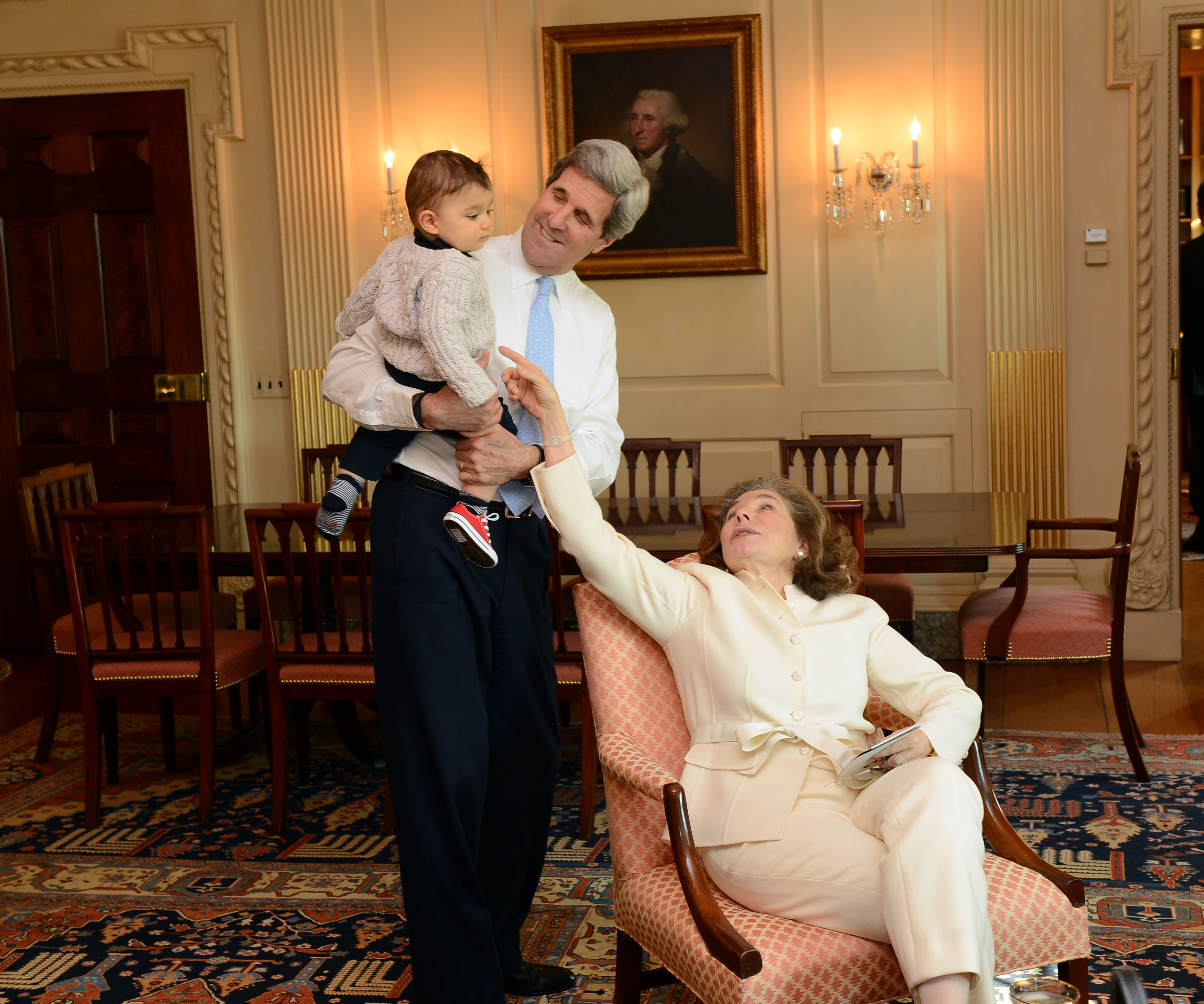
テレイザ・ハインツと、ハインツの孫を抱く夫のジョン・ケリー

ハインツは1995年にジョン・ケリー上院議員と結婚した。ケリーとは1990年のアースデイラリーで初めて会った。前夫の存命中に2人が会っていたと報じられているのはこの1回だけである。1992年にブラジル・リオデジャネイロで開催された地球サミットで2人は再会した。ハインツはジョージ・H・W・ブッシュ大統領から任命された代表団の一員として参加していた。2人は1993年から交際を始め、1995年5月26日に、ハインツの別荘のあるマサチューセッツ州ナンタケットで結婚した。ケリーもまた再婚であり、前妻ジュリア・ソーンとの間にアレクサンドラとヴァネッサという2人の娘がいる。
ハインツは前夫と同じ共和党員であり、新たに夫になったケリーは民主党員だったが、結婚後も共和党に籍を置き、2004年に夫が大統領選に立候補する際に民主党に移った。また、結婚後もテレイザ・ハインツの名前を名乗り続けた。このことについて、ハインツは2004年に次のように述べている。
私の法的な名前は今でもテレイザ・ハインツです。テレイザ・ハインツ・ケリーは……政治活動のための名前です。これは、他の人から「（夫の名前を名乗らないのは）なぜなのか」などと聞かれないようにするためです。テレイザ・ハインツという名前は他の名前よりも、私が成長していく間や大人になってからの全ての人生を表しています。そして、それは私の息子たちの名前でもあるのです。そうでしょう? それで、それが私の法的な名前であり、私の職業上の名前であり、ピッツバーグでの名前なのです。
ハインツは母語のポルトガル語のほか、英語、スペイン語、フランス語、イタリア語を話すことができる。ハインツはローマ・カトリックを信仰している。

## 慈善活動
ハインツは、様々な社会活動・環境保護活動に資金を提供するハインツ財団とハインツ・ファミリー・フィランソロピーズの会長を務めている。また、長きに渡りハインツ家が基盤を置いてきたピッツバーグ市に対して様々な支援をしている。
ハインツは2003年にアルベルト・シュヴァイツァー人道主義金メダルを受賞した。また、アメリカ芸術科学アカデミーのフェローに選出された。ハインツは、夫のケリーの母校であるセント・ポールズ・スクールの評議員や、ジェファーソン公共サービス賞の選考委員を務めている。

### 環境問題の啓発
ハインツは、環境保護に関する様々な活動を行ってきた。1990年、ハインツ財団の助成により、"Alliance to End Childhood Lead Poisoning"を共同で設立した。この組織は"Alliance for Healthy Homes"となり、後に"National Center for Healthy Housing"（全米健康住宅センター）に統合されている。1992年、地球サミットに非政府組織の代表として参加した。
1993年、夫のケリーや環境学者のアンソニー・コルテーゼと共同で、様々な大学で「持続可能性のための教育」を行うための組織である「セカンドネイチャー」を設立した。1993年、前夫の名前を冠したハインツ賞を創設したが、この賞には、環境への貢献をした人物を表彰する部門が設けられた。1995年、ハインツ財団から2千万ドルを拠出して、産官学や環境団体が協力して環境政策の科学的・財政的基盤を向上させるための非営利組織であるハインツセンターを設立した。
ハインツは「女性の健康と環境」会議を1996年から毎年開催している。また、テレイザ・ハインツ環境研究奨学金を設立し、環境問題についての社会の理解を深めるための公共政策に関連する研究に対して奨学金を授与している。ハインツは、環境防衛基金の理事を務めている。

### 女性の経済的安定のための啓発
1995年、ハインツが運営する財団から"Pensions in Crisis: Why the system is failing America and how you can protect your future"（「年金の危機: アメリカで年金制度が破綻しているのはなぜか。貴方の未来を守るにはどうすれば良いか」、後に"The Pension Book"（年金の本）に改題）という本が出版され、ハインツが序文を書いた。そして、この本で明らかにされた問題を調査し、年金や退職金の制度と高齢女性の貧困率の不均衡との関係を検証するための組織である"Women's Retirement Initiative"を設立した。

## 財産
ハインツの保有財産は7億5千万ドルから12億ドルと推定されている。2017年、ハインツとケリーはナンタケットの家を2500万ドルで売却した。

## 政治
最初の夫が共和党員だったことから、ハインツも共和党に籍を置き、1995年に民主党員のケリーと結婚した後もそれを変えなかった。2004年の大統領選挙にケリーが出馬を表明したことから、民主党に籍を移した。
2003年、ペンシルベニア州の政治に関するWebサイト"PoliticsPA"は、ハインツを「ペンシルベニア州で最も政治的に力のある女性」に選んだ。
1991年の最初の夫の死後、共和党はハインツに、その後継として上院議員の補欠選挙への立候補を勧めたが、ハインツは固辞した。1994年、共和党のリック・サントラム下院議員がペンシルベニア州から上院議員に立候補したが、ハインツは、サントラムは亡夫の「アンチテーゼ」だと公然と非難して支持を拒否した。民主党員となった後の2006年の上院議員選挙にハインツが立候補してサントラムに対抗するという噂が上がったが、ハインツは立候補しなかった。ペンシルベニア州財務大臣のボブ・ケーシー・ジュニアが民主党の候補となり、サントラムに勝利した。
ハインツは、率直に物を言う性格であるとメディアで評されている。2004年7月の『USAトゥデイ』紙のインタビューで、当時のファーストレディであるローラ・ブッシュと自分との違いについて質問され、次のように答えた。
私はローラ・ブッシュのことはよく知りません。彼女は落ち着いているように見えて、彼女の目は輝いており、それは良いことです。しかし、彼女が成長してからまともに仕事をしたことがあるとは私は聞いていません。つまり、彼女の経験や評価は、仕事以外のものから得ているのです。私は、自分がすることや信じるもの、自分の経験についての検証は（彼女よりも）しっかりとできます。私は歳を取る間に様々な経験をしてきたからです。これは彼女に対する批判ではありません。ただ、人生とはそういうものです。
ハインツは後にこの発言を撤回し、ローラ・ブッシュに謝罪した。
ブッシュ夫人が学校の先生や図書館員として働いたことがあるのを忘れていました。子供に物を教えることほど重要な仕事はありません。専業主婦と社会人の両方を経験したことのある者として、私は、自分を形成する貴重な経験を皆が持っていることを知っています。私は、ブッシュ夫人のファーストレディとしてのこの国への奉仕に感謝と敬意を表し、彼女の過去の重要な仕事を失念していたことを心から申し訳なく思います。